# 毛州
毛州，中国古代的州。
唐朝武德四年（621年）置毛州，本为北周、隋朝的屯州，唐朝误作毛州。治所在馆陶县（今河北省馆陶县）。下辖馆陶县、冠氏县（今山东省冠县）、清泉县（今山东省冠县北馆陶镇）、临清县（今河北省临西县）、沙丘县（今河北省临西县）。辖境相当今河北省馆陶县、临西县，山东省冠县、临清市等地。武德五年（622年），增设堂邑县。贞观元年（627年），废除毛州、沙丘县、清泉县，堂邑县改属博州，临清县改属贝州，馆陶县、冠氏县改属魏州。
毛州刺史
- 赵元恺（621年）